# Bert Kaempfert
Bert Kaempfert, all'anagrafe Berthold Heinrich Kämpfert, (Amburgo, 16 ottobre 1923 – Palma di Maiorca, 21 giugno 1980), è stato un direttore d'orchestra, compositore e polistrumentista tedesco. Ha composto molta musica easy listening e le note canzoni Strangers in the Night e Moon Over Naples (meglio nota come Spanish Eyes).

## Biografia
Sin da giovane venne chiamato con il nomignolo di Fips e compì gli studi musicali nella sua città natale. Versatile polistrumentista, venne invitato da Hans Busch a suonare nella sua orchestra prima di essere inserito nella banda della marina tedesca durante la seconda guerra mondiale. Successivamente costituì la sua grande orchestra, con la quale fece diverse tournée, e nello stesso tempo operò come arrangiatore e produttore discografico, registrando con Freddy Quinn e Ivo Robić. Nel 1961, scritturò The Beatles per suonare con Tony Sheridan in un album chiamato My Bonnie. L'album ed i suoi singoli, pubblicati dalla Polydor, furono le prime registrazioni dei Beatles che vennero pubblicate.
Il primo successo della sua orchestra giunse nel 1960, con Wonderland by Night, pubblicata nel 1959 con il titolo originale tedesco Wunderland bei Nacht.
L'orchestra di Kaempfert fece largo uso di corni. Un paio di pezzi caratterizzati dall'ampio utilizzo di ottoni furono Magic Trumpet e The Mexican Shuffle, che vennero eseguiti sia dall'orchestra di Kaempfert che da quella di Herb Alpert & the Tijuana Brass, il cui stile iniziale Mariachi evolse, dal 1960, nel più moderno stile di Kaempfert. I Tijuana Brass realizzarono una cover di Magic Trumpet e Kaempfert restituì il favore eseguendo la cover di The Mexican Shuffle.
Molti dei suoi successi di questo periodo furono composti e arrangiati con l'aiuto del collega tedesco Herb Rehbein, che divenne direttore di una propria orchestra di successo. La morte di Rehbein nel 1979 scosse profondamente Kaempfert. Sia Kaempfert che Rehbein vennero inseriti, postumi, nella "Songwriters Hall of Fame".
Nel 1962 esce A Swingin' Safari, album che contribuisce in modo sostanziale a fare di Kaempfert una star a livello internazionale. Il sound è molto influenzato dalla musica sudafricana kwela, nei brani Zambesi, Wimoweh, Skokaan e Afrikaan Beat, così come nelle tracce dei titoli, facendo di Kaempfert uno dei primi esponenti della prima world music. La versione di Billy Vaughn della titletrack A Swingin' Safari, pubblicata come singolo, raggiunse il numero 13 della classifica di Billboard nell'estate del 1962. Il brano divenne inoltre sigla iniziale del gioco televisivo Match Game trasmesso dalla NBC nel periodo 1962-67. Un altro singolo estratto da questo album fu That Happy Feeling, divenuto famoso per essere stato la musica di sottofondo di un programma televisivo per bambini, in onda quotidianamente su WNEW-TV (ora WNYW) a New York fra il 1963 ed il 1967.
Nel 1963 il trombettista jazz Bobby Hackett registrò un album completo di 12 composizioni di Kaempfert, Bobby Hackett Plays The Music Of Bert Kaempfert. Esso è stato ripubblicato negli Stati Uniti sotto l'etichetta Sony Records nella collana Collectable Jazz Classics, insieme con l'album Bobby Hackett Plays The Music Of Henry Mancini in un doppio CD.
Nel 1967 il clarinettista jazz Pete Fountain ha registrato l'album Pete Fountain Plays Bert Kaempfert ad Amburgo, in Germania, con musicisti provenienti dall'orchestra di Kaempfert, interpretando successi del compositore tedesco.
Nel 1967 gli Anita Kerr Singers pubblicarono il LP Bert Kaempfert Turns Us On!, un omaggio a Kaempfert.
Nel 1968 il trombettista jazz Al Hirt registrò l'album Al Hirt Plays Bert Kaempfert. Egli, inoltre, eseguì i maggiori successi del compositore tedesco.
Nel 1970 Johnny Mathis pubblicò un doppio LP, Sings the Music of Bacharach & Kaempfert, per la Columbia. Si trattava di un totale di 21 brani in doppio album apribile a libro. I brani di Kaempfert erano arrangiati nel suo stile mentre quelli di Burt Bacharach erano in classico stile americano.

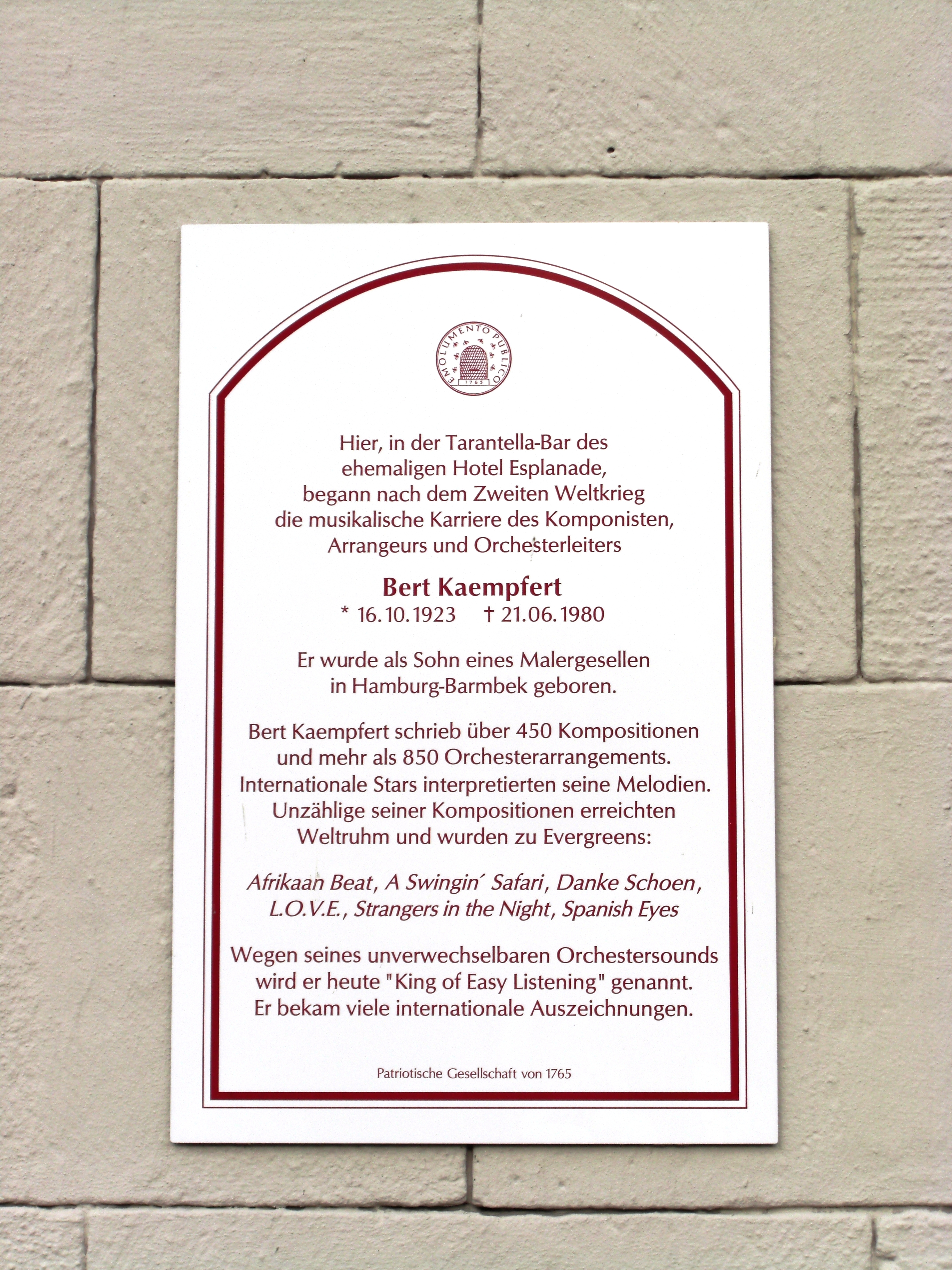
Targa in memoria di Bert Kaempfert ad Amburgo

Dal 1970, le vendite della musica di Kaempfert ebbero un notevole calo, ma egli continuò a registrare (la sua versione del tema da Shaft venne apprezzata da Isaac Hayes oltre che dal grande pubblico. Estese il repertorio della sua orchestra registrando musica di stili diversi. Iniziò anche a tenere concerti dal vivo a partire dal 1974, con un'apparizione di successo a Londra alla Royal Albert Hall. Morì improvvisamente, all'età di 56 anni, a seguito di un ictus nella sua abitazione nell'isola di Maiorca, poco dopo un'apparizione di successo nel Regno Unito.
Kaempfert utilizzò molti musicisti, disponibili in Germania e in altre parti d'Europa, tra cui molti degli stessi orchestrali che avevano composto le orchestre di James Last, Kai Warner e Roberto Delgado. Incise con solisti come i trombettisti Charly Tabor, Werner Gutterer, Manfred Moch e Ack van Rooyen, i trombonisti Ake Persson e Jiggs Whigham ed il sax / flauto Herb Geller. Il percussionista Rolf Ahrens fornì il ritmo, caratteristicamente semplice ma costante, spesso suonando solo un rullante con le spazzole.
Un altro collaboratore di Kaempfert fu il chitarrista / bassista Ladi Geisler, che rese popolare il famoso "knackbass" (basso crepitante), utilizzando la Fender Telecaster Bass Guitar, che divenne la caratteristica più distintiva di molte registrazioni di Kaempfert – uno staccato acuto del basso in cui veniva pizzicata la corda con un plettro ed il suono subito bloccato, in modo da annullare qualsiasi sostegno. Fu Geisler che prestò la sua chitarra ai Beatles per la loro sessione di registrazione con Tony Sheridan, dopo che la loro attrezzatura si era rivelata insufficiente alla registrazione.
Bert Kaempfert è morto alle Isole Baleari, in Spagna il 21 giugno 1980 per un attacco di cuore. Il suo corpo è stato cremato e le sue ceneri sono state sparse sulle Everglades.

## Discografia parziale

### Album
- 1958 - April In Portugal
- 1959 - Ssh! It's Bert Kaempfert & His Orchestra
- 1960 - Combo Capers
- 1960 - Wonderland by Night
- 1961 - The Wonderland of Bert Kaempfert
- 1962 - Dancing In Wonderland
- 1962 - Solitude
- 1962 - That Happy Feeling
- 1962 - A Swingin' Safari
- 1962 - Afrikaan Beat
- 1962 - Afrikaan Beat And Other Favorites
- 1962 - With A Sound In My Heart
- 1962 - 90 Minuten nach Mitternacht
- Dreaming In Wonderland (1963)
- Living It Up! (1963)
- Christmastide with Kaempfert (1963)
- That Latin Feeling (1964)
- Blue Midnight (1964)
- Let's Go Bowling (1964)
- The Magic Music of Far Away Places (1964)
- Love Letters (1965)
- Bye Bye Blues (1965)
- Three O'Clock in the Morning (1965)
- A Man Could Get Killed (1966)
- Strangers In The Night (1966)
- Greatest Hits (1966)
- Bestseller (1966) - decima posizione in Germania Ovest
- Hold Me (1967)
- The World We Knew (1967)
- Bert Kaempfert's Best (1967)
- Love That Bert Kaempfert (1968)
- My Way Of Life (1968)
- Ivo Robic singt Kaempfert-Erfolge (con Ivo Robic, 1968)
- Warm and Wonderful (1968)
- One Lonely Night (1969)
- Traces Of Love (1969)
- The Kaempfert Touch (1970)
- Free And Easy (1970)
- Orange Coloured Sky (1971)
- Bert Kaempfert Now! (1971)
- 6 Plus 6 (1972)
- Yesterday and Today (1973)
- To The Good Life (1973)
- Greatest Hits Volume 2 (1973)
- The Most Beautiful Girl (1974)
- Gallery (1974)
- Live In London (1974)
- Love Walked In (1975)
- Forever My Love (1975)
- Kaempfert '76 (1976)
- Safari Swings Again (1977)
- Tropical Sunrise (1977)
- Swing (1978)
- In Concert (con Sylvia Vrethammar, 1979)
- Smile (1979)
- Melodien, die man nie vergißt (1983) - settima posizione in Germania Ovest
- Back To Back con James Last (2011) - quarta posizione nelle Fiandre in Belgio

### EP
- 1963 - That Happy Feeling

### Singoli
- 1959 - Wunderland bei Nacht
- 1961 - Afrikaan Beat
- 1962 - A Swingin' Safari
- 1962 - That Happy Feeling
- 1964 - Red Roses for a Blue Lady
- 1965 - Moon Over Naples
- 1967 - Hold Me
- 1967 - Talk
- 1968 - Caravan
- 1968 - The First Waltz
- 1968 - Mister Sandman
- 1968 - (You Are) My Way Of Life
- 1969 - Games People Play
- 1969 - The Maltese Melody
- 1970 - Love Theme
- 1970 - Someday We'll Be Together
- 1971 - Sweet Caroline (Good Times Never Seemed So Good)
- 1972 - Only A Fool (Would Lose You)
- Holiday For Bells